# Сокольников, Григорий Яковлевич
Григо́рий Я́ковлевич Соко́льников (настоящее имя — Гирш Яковлевич Бриллиа́нт; 3 [15] августа 1888, Ромны, Полтавская губерния, Российская империя — 21 мая 1939, Верхнеуральск, Челябинская область или Тобольск, Тюменская область, РСФСР, СССР) — советский государственный деятель. 
Член ЦИК СССР 1, 2, 7-го созывов. Член ЦК РСДРП(б) (1917—1919 и 1922—1930), кандидат в члены ЦК (1930—1936). Член Политбюро ЦК РСДРП(б) (октябрь 1917), член Бюро ЦК (март-июль 1918 и март 1919), кандидат в члены Политбюро (1924—1925). Убит в тюрьме 21 мая 1939 года.

## Биография

### Семья и образование
Родился в еврейской семье. Отец — врач, коллежский советник, владелец аптеки Яков Моисеевич Бриллиант. Мать — Фанни Соломоновна Розенталь, дочь купца первой гильдии. Братья — Владимир и Михаил.
Окончил 5-ю московскую классическую гимназию. Учился на юридическом факультете Московского университета, который бросил в связи с революционной деятельностью. Окончил юридический факультет и курс доктората в области экономики Сорбонны (1914). Владел шестью языками.

### Революционер
В 1905 году вступил в Российскую социал-демократическую рабочую партию. Участвовал в революционных событиях 1905—1907 годов, в том числе в восстании в Москве в декабре 1905. Являлся партийным пропагандистом в Городском районе, затем входил в состав Сокольнического райкома РСДРП и Военно-технического бюро при московском комитете партии.
Осенью 1906 года Сокольников и Николай Бухарин объединили гимназические кружки в Москве в единую социал-демократическую организацию учащихся. По воспоминаниям активистки организации А. Выдриной-Рубинской:

Душой нашей организации несомненно являлись Брильянт и Бухарин. Первый пользовался среди учащихся исключительным авторитетом благодаря своей серьёзности, знаниям и вдумчивому подходу к работе. Второй был всеобщим любимцем, заражая всех своей бесконечной жизнерадостностью, бодростью и верой в дело.
Осенью 1907 года арестован, в феврале 1909 года приговорён к ссылке на вечное поселение, которую отбывал в селе Рыбном Енисейской губернии. Однако уже через шесть недель после прибытия в это село бежал из ссылки, а вскоре выехал за границу. Поселился во Франции, совмещал учёбу в университете с журналистской деятельностью (участием в издании газеты «За партию») и заведованием рабочим клубом «Пролетарий».
Примкнул к группе «большевиков-партийцев», или «нефракционных большевиков» (Ленин называл их примиренцами), лидерами которой являлись М. К. Владимиров, А. И. Любимов и С. А. Лозовский. Они были сторонниками организационного сближения с меньшевиками-антиликвидаторами, возглавляемыми Г. В. Плехановым, утверждали, что оставаясь большевиками, не согласны с раскольнической тактикой ленинцев, их нетерпимостью к идейным противникам. Сокольников часто встречался с Лениным, который его ценил.
Негативно относился к Первой мировой войне. Жил в Швейцарии, где организовал бюро заграничных групп большевиков-партийцев, работал в Швейцарской социал-демократической партии. Последовательно придерживался «интернационалистических» позиций, близких к точке зрения В. И. Ленина, вместе с которым вернулся в Россию после Февральской революции в «пломбированном вагоне» (апрель 1917). Очень быстро стал одним из лидеров московских большевиков, с апреля 1917 года — член московского комитета РСДРП(б) и фракции большевиков в исполкоме Моссовета. Выступал с резкой критикой в адрес Временного правительства, меньшевиков и эсеров, считая возможным объединение лишь с близкими к большевикам социал-демократами-интернационалистами. Составил проект новой программы большевистской партии.
На VI съезде РСДРП(б) (июль — август 1917) был избран членом центрального комитета партии. Входил в состав исполкома Петроградского совета рабочих и солдатских депутатов и ВЦИК Советов. Являлся членом политического бюро ЦК большевистской партии, созданного для подготовки вооружённого восстания против Временного правительства. После прихода к власти большевиков был членом ВЦИК нового состава, редактором газеты «Правда».

### Национализация банков и Брестский мир
В ноябре 1917 года был избран членом Учредительного собрания от Тверской губернии.
С ноября 1917 года руководил национализацией банковской системы страны в качестве помощника комиссара Государственного банка на правах товарища управляющего, руководителя Комиссариата бывших частных банков, члена коллегии Народного комиссариата финансов (Наркомфина). Автор проекта декрета о национализации банков. Сокольников вошёл в состав делегации, которая была направлена в Брест-Литовск для подписания мира. После он сменил Льва Троцкого на посту руководителя делегацией и 3 марта 1918 года подписал Брестский мир от имени Советской России.
В мае-июне 1918 года — член президиума Высшего совета народного хозяйства, работал в газете «Правда».
В июне 1918 года вёл переговоры в Берлине по экономическим и правовым вопросам, связанным с Брестским миром.

### Участник гражданской войны
С 1918 года находился на фронтах Гражданской войны, был членом Реввоенсовета 2-й и 9-й армий, Южного фронта. В 1919—1920 годах — командующий 8-й армией: не имевший военного образования и опыта самостоятельного командования Сокольников был назначен на этот пост для укрепления доверия личного состава к начальству, после того, как часть работников штаба в условиях наступления Вооружённых сил Юга России дезертировали, а некоторые из них перешли на сторону белых. Показал себя хорошим организатором — под его командованием армия перешла в контрнаступление, совершила тяжёлый переход от Воронежа до Ростова-на-Дону, завершившийся взятием этого города. Затем она, совершив быстрый обходной манёвр, вышла к Новороссийску, что означало окончательное поражение деникинской армии. За военные заслуги был награждён орденом Красного Знамени.
…В критический момент битвы за Воронеж, он был поставлен во главе 8-й армии единоначальником, без Реввоенсовета. Этот первый опыт в истории Красной Армии оказался удачным. Г. Я. Сокольников за короткий срок навёл порядок в 8-й армии, повысил боеготовность её войск и обеспечил успешное проведение крупнейших наступательных операций вплоть до разгрома деникинщины...

— И. А. Чуев — Председатель Революционного Военного Трибунала 8-й армии.
Занимая посты в Красной армии, Сокольников негативно относился к политике «расказачивания», проводимой рядом партийных и советских работников и направленной на уничтожение казачества. Поддерживал казачьего красного командира (бывшего войскового старшины) Филиппа Миронова, которого взял под защиту после приговора к расстрелу по обвинению в восстании против советской власти. Последовательный противник «партизанщины», сторонник строительства Красной армии на регулярной основе с использованием военных специалистов. Так ещё в 1919 году выступая на VIII съезде РКП(б) Сокольников смело указал на положительное влияние, которое оказывают военспецы в работе военного комиссариата.
В 1920 году — командующий Туркестанским фронтом, председатель Туркестанской комиссии ВЦИК и СНК и председатель Туркбюро ЦК ВКП(б). Руководил утверждением советской власти в Туркестане, борьбой с «басмаческим» движением, проведением в короткие сроки в Туркестане денежной реформы — заменой местных обесцененных денежных знаков (туркбон) на общесоветские деньги. Во время его работы в регионе была отменена продразвёрстка (раньше, чем в целом по стране), которая была заменена продналогом, разрешена свободная торговля на базарах, освобождены из тюрем представители исламского духовенства, заявившие о своей политической лояльности. Позднее аналогичный набор мер был реализован в общероссийском масштабе в рамках НЭПа («Новой экономической политики»), одним из главных проводников которого позднее был Сокольников.
Практически весь 1921 год не участвовал в активной политической деятельности из-за тяжёлой болезни, находился на лечении в Германии, где ему была сделана операция.
Боевая деятельность командарма-8 была высоко отмечена Реввоенсоветом Республики: приказом № 150 от 12.04.1920 г. Сокольников, награждён орденом Красное Знамя РСФСР.
За блестящее руководство в бытность членом Р. В. С. 2 армии, в октябре и ноябре 1918 года, наступлением особого отряда на Воткинский и Ижевский заводы с севера, завершившимся полным разгромом превосходных сил противника; за неутомимую боевую работу и выдающееся мужество, проявленные им в качестве члена Р. В. С. южного фронта, в трудные дни отхода армий от Чёрного моря на север летом 1919 года и за выдающееся единоличное командование войсками 8 армии, приняв которую в октябре 1919 года, в момент окружения её конницей Мамонтова, он воодушевил войска, стойко выдержал натиск врага и, перейдя в решительное наступление, одержал ряд побед под Бобровом, Павловском, Старобельском и др.
— Список участников гражданской войны награждённых орденом «Красное Знамя». Выпуск 4, 1920 г. Стр. 35-36.

### Народный комиссар финансов
Вернулся к работе осенью 1921 года, когда был назначен членом коллегии Наркомфина, в 1922 году стал заместителем народного комиссара финансов и фактически возглавил это ведомство (нарком, Николай Крестинский, одновременно был полпредом РСФСР в Германии и постоянно находился в Берлине). В этот период страна переживала финансовый кризис, к 1921 году рубль по сравнению с довоенным временем обесценился в 50 тысяч раз, средние цены на товары увеличились более чем в 97 тысяч раз. Осенью 1922 Сокольников официально стал наркомом финансов РСФСР, а после образования народного комиссариата финансов СССР в июле 1923 возглавил это учреждение (занимал пост наркома финансов СССР до января 1926).
«…наш милый, талантливый и ценнейший т. Сокольников в практике торговли ничего не смыслит. И он нас погубит, если ему дать ход» (В. И. Ленин в письме Л. Б. Каменеву)
В начале 1920-х годов с отдельными лекциями выступал в МФЭИ. Летом 1922 года участвовал в Гаагской конференции. В 1922—1924 годах руководил проведением денежной реформы, последовательный приверженец создания устойчивой валюты. Опирался в проведении финансовой политики на профессионалов, в том числе на специалистов из государственного аппарата царской России и учёных, по его инициативе Конъюнктурный институт под руководством Н. Кондратьева вошёл в структуру Наркомата финансов.
Во время пребывания Сокольникова на посту наркома в СССР была введена в обращение твёрдая валюта — «червонец», приравненная к 10-рублёвой золотой монете царской чеканки и обеспеченная на 25 % своей стоимости золотом, другими драгоценными металлами и иностранной валютой и на 75 % — легко реализуемыми товарами и краткосрочными обязательствами. Весной 1924 в обращение поступили казначейские билеты. Началась чеканка серебряной разменной и медной монеты. В 1925 году советский червонец официально котировался на биржах ряда стран (в том числе Австрии, Турции, Италии, Китая, Эстонии, Латвии, Литвы), а операции с ним проводились в Великобритании, Германии, Голландии, Польше, США и многих других странах.
Во время пребывания Сокольникова на посту наркома финансов была создана система банковских учреждений во главе с Государственным банком, начали проводиться государственные кредитные операции (краткосрочные и долгосрочные займы), ликвидировано натуральное налоговое обложение и создана система денежных налогов и доходов, созданы Госстрах и государственные трудовые сберкассы, дифференцированы государственный и местные бюджеты, выработаны нормы советского бюджетного права, введены финансовая дисциплина и отчётность. Таким образом, в СССР была создана нормальная финансовая система.

Сторонник жёсткой финансовой политики, противник нереальных хозяйственных планов и ускоренного развития промышленности с помощью инфляционных механизмов, которое могло привести к крушению национальной валюты. Приверженец «медленного, постепенного и осторожного осуществления социализма на деле». Заявлял, что 

если у нас возле Иверской часовни на стене написано: «Религия — опиум народа», то я бы предложил возле ВСНХ повесить вывеску: «Эмиссия — опиум народного хозяйства».

Был противником монополии внешней торговли. Рассматривал советскую экономику как часть мирового хозяйства. Полагал, что 

экономический и финансовый подъем Советской России возможен в короткий срок, только если она сумеет хозяйственно примкнуть к мировому рынку и опереться на широкую базу сравнительно примитивного товарного хозяйства в России.

### Внутрипартийная борьба
В июне 1924 — декабре 1925 года — кандидат в члены Политбюро ВКП(б). В 1925—1926 годах участвовал в деятельности «новой оппозиции» в партии, лидерами которой были Лев Каменев и Григорий Зиновьев, выступал за коллективное руководство партией, высказывал сомнения в необходимости сохранения поста генерального секретаря ЦК ВКП(б), который занимал Иосиф Сталин.
В октябре 1925 года, накануне пленума ЦК, вместе с Г. Е. Зиновьевым, Л. Б. Каменевым и Н. К. Крупской подписал заявление, обвинявшее большинство ЦК в «либеральном» отношении к «правым» настроениям в партии. Сокольников осудил лозунг Н. И. Бухарина «Обогащайтесь!» и предложил изменить сельскохозяйственный налог, чтобы «бедняки совсем не подлежали бы обложению, чтобы обложение середняцких слоев деревни было минимальным, чтобы налог в большей степени был переложен на тех, которые могут больше платить». Поскольку экономические взгляды Сокольникова расценивались как «правые», Троцкий назвал его участие в оппозиции «примером чисто личной беспринципности и в то же время величайшим курьёзом». По важнейшим экономическим вопросам, по словам Троцкого, Сокольников «сочувствовал скорее правому крылу партии, чем левому», и «никогда не входил в объединенный оппозиционный центр», сохраняя за собой «полную свободу действий». Историк В. Л. Генис видит причину блокирования Сокольникова с Зиновьевым и Каменевым в стремлении к сохранению коллективного руководства партией и отстранению Сталина с поста генерального секретаря ЦК ВКП(б).
Окончательно от левой оппозиции отошёл летом 1927 года, объяснив это обострением международного положения СССР. На XV съезде ВКП(б) в декабре 1927 он был вновь избран членом ЦК. Во время Пленума ЦК в июле 1928 года, ещё надеясь добиться отстранения Сталина с поста генерального секретаря ЦК, по инициативе Бухарина организовал его встречу с Каменевым, чтобы заручиться поддержкой бывших руководителей «левой» оппозиции в борьбе против сталинской группы. В феврале 1929 партийному руководству стало известно содержание этих бесед, Бухарин и Сокольников были вынуждены оправдываться.
На пленуме ЦК в ноябре 1928 года счёл нужным отмежеваться от «правого уклона». На ноябрьском пленуме 1929 года заявил, что после принятия в июле 1928 года решений о повышении хлебных цен и отмене чрезвычайных мер против крестьянства и после услышанного от Бухарина во время разговора с Каменевым, он более «не считал правильной ту линию, которую вёл Бухарин», и их политические отношения были порваны.
По словам дочери Г. Г. Тартыковой-Сокольниковой, «отец очень резко выступал против коллективизации. Сокольников считал, что Россия – страна сельскохозяйственная, и ни в коем случае нельзя разорять деревню. Это он писал в 1925-28 годах.»

### Продолжение государственной службы
После поражения оппозиции отошёл от неё, потеряв пост наркома финансов, при этом сохранив возможность занимать значимые посты в государственном аппарате, но утратив реальное политическое влияние. В 1926—1928 годах — заместитель председателя Госплана СССР, был сторонником пропорционального развития лёгкой и тяжёлой промышленности. В 1928—1929 годах — председатель Нефтесиндиката СССР. В 1929—1932 годах — полпред (посол) СССР в Великобритании, с 1932 года — заместитель народного комиссара иностранных дел. В 1930 году утратил пост члена ЦК партии, будучи переведён в кандидаты в члены ЦК. В январе 1934 года был подвергнут резкой критике на Московской партийной конференции за «ошибки в области индустриализации» — в частности, Лазарь Каганович заявил, что простая колхозница политически грамотнее «учёного» Сокольникова.
В 1935 году был назначен на пост первого заместителя наркома лесной промышленности СССР, что выглядело явным понижением по сравнению с теми должностями, которые он занимал ранее.

### Арест и суд
26 июля 1936 года арестован по делу «Параллельного антисоветского троцкистского центра», в том же месяце опросом исключён из состава кандидатов в члены ЦК и из партии. Протоколы допросов Г. Я. Сокольникова — от 1 августа и 4 октября 1936 года. Во время следствия, как и другие обвиняемые, был подвергнут сильному давлению; в то же время Сокольникову, по некоторым данным, обещали, что его жена Галина Серебрякова останется на свободе и сможет заниматься писательской деятельностью (обещание выполнено не было). Об этом свидетельствуют воспоминания Серебряковой о том, что её мать вызвали на Лубянку и принудили написать письмо Сокольникову о том, что с её дочерью всё в порядке. В результате на открытом судебном процессе был вынужден оговорить себя и 30 января 1937 года приговорён к 10 годам тюрьмы.

### Убийство
По официальной версии, 21 мая 1939 года убит заключёнными в Верхнеуральском политизоляторе.
Однако при расследовании, проведённом ЦК КПСС и КГБ в 1956—1961 годы, бывшие оперуполномоченные работники НКВД Федотов и Матусов показали, что убийство Сокольникова (как и Карла Радека за два дня до этого) было произведено под руководством старшего оперуполномоченного НКВД Кубаткина, действовавшего по прямому указанию Л. П. Берии и Б. З. Кобулова.
В Тобольскую тюрьму, где сидел Сокольников, приехал оперуполномоченный секретно-политического отдела Шарок. Вместе с начальником тюрьмы Флягиным, а также осуждённым по Кировскому делу бывшим сотрудником НКВД Лобовым 21 мая 1939 года они совершили убийство Сокольникова.

### Реабилитация
12 июня 1988 года Григорий Сокольников был посмертно реабилитирован пленумом Верховного суда СССР. 16 декабря того же года Комиссией партийного контроля при ЦК КПСС восстановлен в КПСС.

## Семья
Был женат трижды, официально оформив лишь последний брак. В каждом браке родилось по одному ребёнку.
- Первая жена — Фаина Матвеевна Зархи (1889—?).
  - Сын Евгений Зархи (1914—1985).
- Вторая жена — архитектор Мария Васильевна Щекотихина[16].
  - Сын от этого брака: Михаил Григорьевич Червонный (1923—1980)[5], — получил, по желанию отца, фамилию Червонный, в честь введения в СССР новой денежной единицы — червонца.
- Третья жена — Галина (1905—1980), урождённая Бык-Бек, в первом браке Серебрякова, сохранила фамилию первого мужа и после вступления в брак с Сокольниковым — писательница, дочь большевиков, бывшая жена видного партийного работника Леонида Серебрякова. После ареста мужа также была арестована, восемнадцать лет находилась в лагерях и ссылке.
  - Дочь — Гелиана (Лана) Сокольникова (род. в 1934; в замужестве — Тартыкова), была в ссылке вместе с матерью[11].

## Память о Сокольникове
По мнению петербургского историка Никиты Елисеева, именно Сокольников послужил прототипом героя романа «Доктор Живаго» Павла Стрельникова — фанатичного приверженца идеи построения коммунизма любой ценой.
В течение долгих лет имя Сокольникова упоминалось в советской исторической литературе в негативном контексте (как «оппозиционера»), его труды не переиздавались, роль в проведении денежной реформы замалчивалась. Ситуация изменилась после официальной реабилитации Сокольникова в 1988 году. В ряде историко-экономических работ высоко оценивалось его участие в проведении НЭПа, в 1991 году вышел в свет сборник экономических работ Сокольникова.
В последующие годы он воспринимался как пример успешного руководителя финансового ведомства, выступающего с ярко выраженных антиинфляционных позиций. Так, либеральный экономист Борис Фёдоров, будучи министром финансов в 1990-е годы, поместил в своей приёмной табличку с лозунгом Сокольникова: «Эмиссия — опиум для народного хозяйства». В 2006 году был переиздан один из основных трудов Сокольникова — «Финансовая политика революции».
Б. Г. Бажанов писал о Сокольникове: 

Я часто бывал на дому у Сокольникова. Григорий Яковлевич Сокольников (настоящая фамилия - Бриллиант) был в прошлом присяжным поверенным. Он принадлежал к зиновьевско-каменевской группе и был, бесспорно, один из самых талантливых и блестящих большевистских вождей. Какую бы роль ему ни поручали, он с ней справлялся превосходно. Во время гражданской войны он успешно командовал армией. Народный комиссар финансов после НЭПа, он прекрасно провёл денежную реформу, создав твердый червонный рубль и быстро приведя в порядок хаотическое большевистское денежное хозяйство. После XIII съезда в мае 1924 года он был сделан кандидатом в члены Политбюро. На съезде 1926 года он выступил вместе с Зиновьевым и Каменевым и был единственным оратором, требовавшим с трибуны съезда снятия Сталина с поста генерального секретаря. Это ему стоило и поста наркомфина и места в Политбюро. На XV съезде, когда Сталин наметил свой преступный курс на коллективизацию, Сокольников выступил против этой политики и требовал нормального развития хозяйства, сначала в легкой промышленности.
(Бажанов Б. Г. Воспоминания бывшего секретаря Сталина. — М., 1990. — С. 122).

Как отмечалось выше, в течение своей жизни Сокольников оказывал посильную помощь и поддержку многим бывшим военспецам. Одним из примеров может послужить военспец Г. Горчаков, оказавшийся без средств к существованию после увольнения из РККА. Тогда, благодаря вмешательству Сокольникова беспартийный специалист был устроен на работу в Наркомфин.

## Киновоплощение
- 1943 — «Миссия в Москву» (США) — Марек Виндхейм

## Труды
- Государственный капитализм и новая финансовая политика: Сборник статей. М., 1922.
- Государственный кредит в Советской России. М., 1923.
- Проблемы финансового строительства. М., 1923.
- Бюджет и валюта. М., 1924.
- Денежная реформа и пути её закрепления. М., 1924.
- От дензнака к твердой валюте. М., 1924.
- Денежная реформа. М., 1925.
- Осенние заминки и проблемы хозяйственного развертывания. М., 1925.
- Пройденный путь и новые задачи. М., 1925.
- Советская финансовая система и задачи советского строительства. М., 1925.
- Финансовая политика революции. Т. 1 — 3. М., 1925—1928 (переиздание в двух томах — М., 2006).
- Основы финансовой системы СССР. М., 1930.
- Финансовая наука. Т. 1, 2. М., 1930.
- Новая финансовая политика: на пути к твёрдой валюте /Составитель и автор вступительной статьи «Упрямый нарком с Ильинки» В. Л. Генис. — М., 1991; 1995; 2003.